# Shijingshan
Shijingshan (chinesisch 石景山區 / 石景山区, Pinyin Shíjǐngshān Qū) ist ein Stadtbezirk der chinesischen Hauptstadt Peking. Er hat eine Fläche von 85,05 km² und 567.851 Einwohner (Stand: Zensus 2020). Bei Volkszählungen wurden 1990 in Shijingshan 308.811 Einwohner gezählt, 489.439 im Jahr 2000, und 616.083 im Jahr 2010.

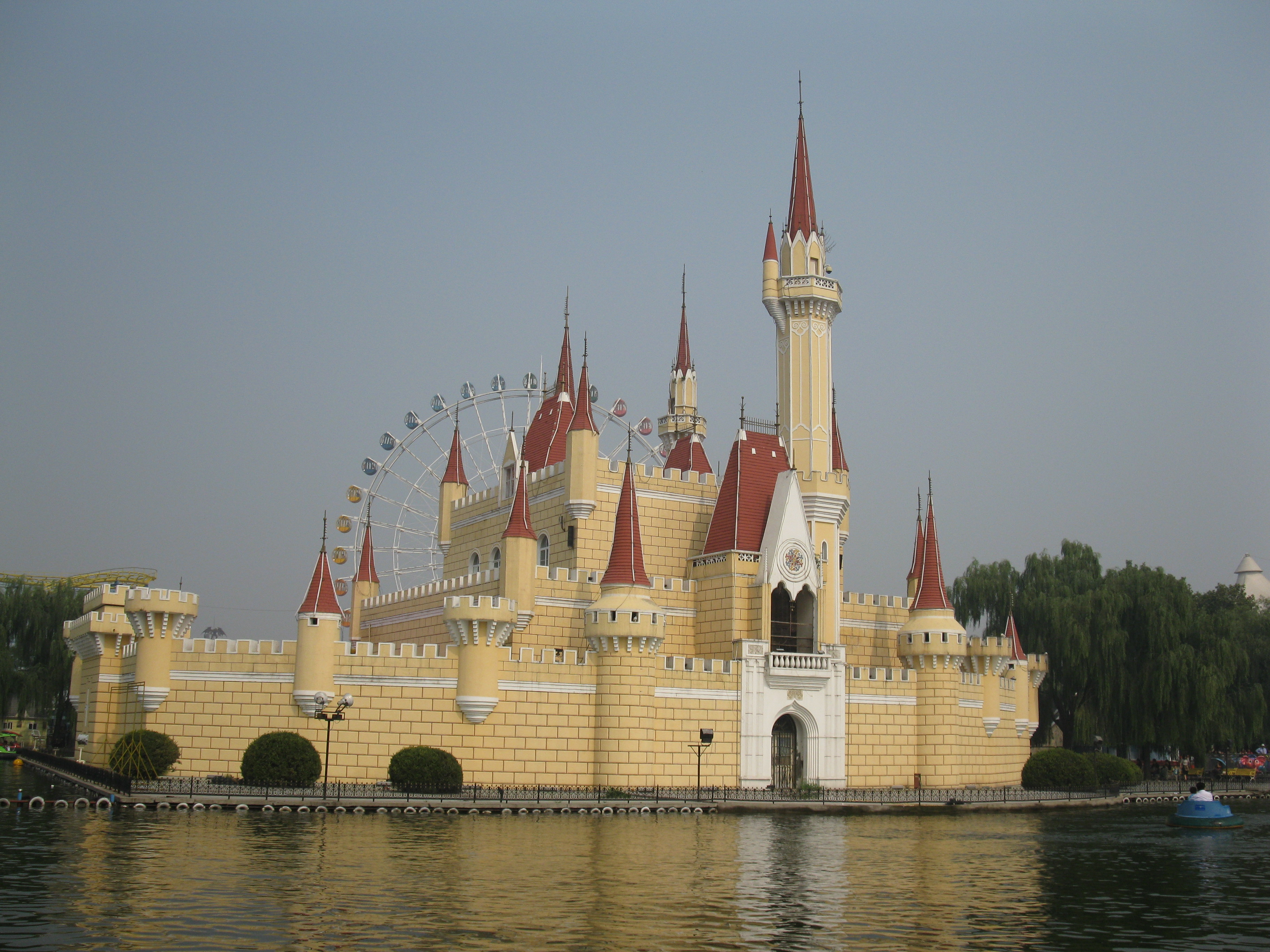
Beijing Shijingshan Amusement Park

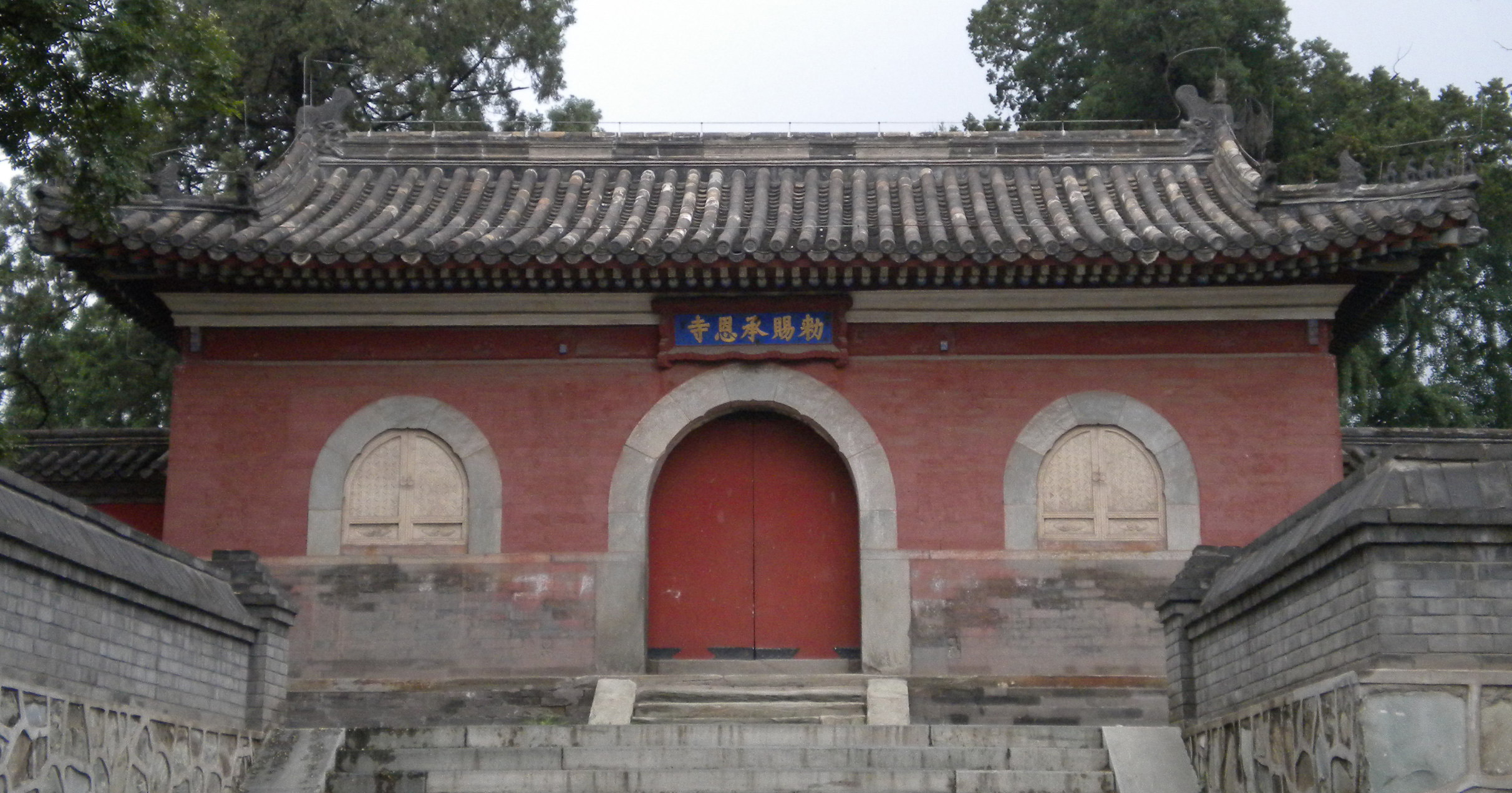
Eingang zum Cheng’en-Tempel in Shijingshan